# Dora Gerson
Pour l’article homonyme, voir Dora.
Dora Gerson (23 mars 1899 – 14 février 1943) est une actrice de film muets et chanteuse de cabaret allemande d'origine juive, déportée et assassinée avec sa famille au camp de concentration d'Auschwitz.

## Biographie
Née Dorothea Gerson à Berlin, Gerson commence sa carrière en tant que chanteuse et actrice dans le Holtorf Tournee Truppe aux côtés de l'acteur Mathias Wieman, où elle rencontre et épouse son premier mari, le réalisateur Veit Harlan. Le couple se marie en 1922 et divorce en 1924. Harlan dirigera plus tard le film de propagande antisémite nazi Le Juif Süss à l'insistance du ministre de la Propagande nazie Joseph Goebbels.
En 1920, Gerson est choisie pour figurer dans l'adaptation cinématographique du roman Auf den Trümmern des Paradieses de Karl May, suivie la même année par une autre adaptation de May, intitulée Die Todeskarawane. L'acteur hongrois Béla Lugosi est également présent dans la distribution des deux films, qui sont aujourd'hui considérés comme perdus. Gerson continua à chanter dans des cabarets populaires tout au long des années 1920, ainsi que dans plusieurs films.
En 1933, lorsque le parti nazi accède au pouvoir en Allemagne, sa carrière est fortement ralentie. Mise sur une liste noire pour avoir joué dans des films « aryens », Gerson commence à enregistrer de la musique pour une petite maison de disques juive. Elle enregistre dans la langue yiddish la chanson de 1936 Der Rebe Chaud Geheysn Freylekh Zayn. Elle devient très appréciée des Juifs d'Europe dans les années 1930.
En 1936, Gerson déménage avec toute sa famille aux Pays-Bas, fuyant la persécution nazie. Elle se marie une seconde fois à Max Sluizer (né le 24 juin 1906). Le 10 mai 1940, l'Allemagne envahit les Pays-Bas et les Juifs y sont soumis aux mêmes lois et restrictions antisémites qu'en Allemagne. Après deux années sous occupation nazie oppressive, la famille Gerson commence à planifier son évasion. En 1942, ils sont arrêtés en essayant de fuir en Suisse, une nation neutre dans la Seconde Guerre mondiale en Europe. La famille est envoyée par wagon au camp de transit de Westerbork, avant de faire route vers Auschwitz, en Pologne occupée. Dora (43 ans), avec son mari et leurs deux enfants, Miriam Sluizer (née le 19 novembre 1937) et Abel Juda Sluizer (né le 21 mai 1940) sont gazés à Auschwitz le 14 février 1943.